# 105
105 је била проста година.
.

## Догађаји
- Цар Трајан започиње други поход на Дакију; одлази са царском римском флотом из Брундусијума.
- Стални каструм Легије Адиутрик у Аквинкуму (савремена Будимпешта) у Панонији.
- Цар Трајан формира Легију Улпиа Вицтрик и Траиана Фортис .
- Римска војска осваја град Керак од Набатејаца.
- Пакор II краљ Партије умире после 27-годишње владавине, у којој је повратио целокупно своје царство. Његов наследник Вологас III  влада до 147. године, гушећи кратке побуне, док се бори против Кушана и Алана.

## Рођења
- Википедија:Непознат датум — Свети мученик Јустин Филозоф - хришћански светитељ.